# Компьютерная телефония
Компьютерная телефония (CTI, англ. Computer Telephony Integration) — технологии, обеспечивающие взаимодействие компьютеров и традиционных телефонных сетей. Компьютерная телефония позволяет объединить передачу речи с передачей цифровых данных, а также обеспечить отслеживание вызовов и управление ими по любому сценарию (голос, электронная почта, веб-интерфейс, факс и т. д.). Компьютерная телефония используется, в частности, при создании центров телефонного обслуживания и вместо офисных АТС. Существуют аппаратные средства, позволяющие интегрировать компьютер с сетями, работающими по протоколам R2, ISDN, SS7, VoIP и другим, а также подключать к компьютеру цифровые и аналоговые телефонные аппараты. Есть различные технологии, позволяющие соединять несколько компьютеров с целью обеспечить единое управление большим числом телефонных соединений, в том числе, телефонные платы расширения и программные АТС (IP-PBX и прочее). Существует ряд программных и аппаратных средств, позволяющих обрабатывать голосовой сигнал (эхоподавление, автоматическое распознавание речи) или производить его (синтез речи), а также создавать сложные сценарии коммутации (например, голосовые меню и таблицы наведения).
В появлении компьютерной телефонии большую роль сыграли компании и технологии Lucent и ROLM. В 1990-е годы ведущими игроками на рынке стали Dialogic и Aculab.
Системы интеграции компьютеров и телефонных сетей оказали значительное влияние на развитие технологий Voice-over-IP ("голос-по-интернет-протоколу") и IP-телефонии.

## Общие функции

### По типу приложения
Приложения CTI, как правило, запускаются либо на персональном компьютере пользователя, либо на автоматическом сервере.

#### Общие функции рабочего стола, предоставляемые приложениями CTI
На компьютере связанном с телефонным аппаратом (телефонным номером) и в рамках интеграции могут предоставляться следующие возможности
- Отображение информации о вызове  —  номер вызывающего абонента (ANI), набранный номер (DNIS) и всплывающее окно «Экран при ответе») с использованием или без использования данных линии вызова. Обычно это используется для поиска бизнес-приложения для получения сведений о вызывающем абоненте.

- Набор номера —  автоматический набор и управляемый компьютером набор (набор номера, предварительный просмотр и интеллектуальный набор).

- Управление телефоном —  управление вызовами: ответ, отбой, удержание, конференция и т. д. Также подразумевается возможность управление функциями "не беспокоить", "переадресация" и т. д.

- Перевод вызова —  скоординированные телефонные звонки и передача данных между двумя сторонами (т. е. Передать всплывающее окно с вызовом).

- Колл-центр —  позволяет пользователям входить в систему как оператор колл-центра с определённым внутренним номером и контролировать состояние своей учётной записи агента (Готов, Занят, Не готов, Перерыв и т. д.).

#### Общие функции сервера, предоставляемые приложениями CTI
- Маршрутизация вызовов —  автоматическая маршрутизация вызовов в новое место назначения на основе критериев, обычно включающих поиск в базе данных номера вызывающего абонента (ANI) или набранного номера (DNIS).

- Расширенные функции создания отчетов о вызовах - использование подробных данных, поступающих от CTI, для предоставления отчетов о вызовах лучше, чем обычно.

- Интеграция записи голоса —  использование данных из CTI для обогащения данных, хранящихся в соответствии с записанными вызовами.

### По типу подключения
Соединения компьютер-телефон можно разделить на две категории:

#### Управление вызовами от первого лица
Работает так, как будто существует прямое соединение между компьютером пользователя и телефоном. Примерами являются модем или телефон, подключенный непосредственно к компьютеру. Как правило, только компьютер, связанный с телефоном, может управлять им, отправляя команды непосредственно на телефон, и, таким образом, этот тип соединения подходит только для настольных приложений. Компьютер обычно может управлять всеми функциями телефона по усмотрению пользователя компьютера.

#### Сторонний контроль вызовов
Взаимодействие между произвольным числом компьютеров и телефонов осуществляется и координируется выделенным сервером телефонии. Следовательно, сервер определяет, какая информация и функции доступны пользователю. Компьютер пользователя обычно подключается к серверу телефонии по локальной сети.